# Llengües del riu Cross
Les llengües del riu Cross és una família lingüística de les llengües Benué-Congo, de la gran família de llengües nigerocongoleses. Les llengües del riu Cross es parlen majoritàriament al sud i sud-est de  Nigèria. El nom de la família lingüística prové del riu Cross.
A vegades es confon amb la família lingüística de les llengües del Delta del riu Cross i a vegades han arribat a ser sinònims, però l'ethnologue considera que les llengües del delta del riu Cross només són un grup de les llengües del riu Cross, que també inclou les llengües Bendi.

## Classificació
La unitat filogenètica de les llengües del riu Cross diferents del grup de llengües Bendi (les llengües Delta-Cross) es considera ben fonamentada. Les llengües bendis constitueixen un grup divergent classificat de manera conjunta amb les llengües del Delta-Cross, però això encara és dubtós.
Les llengües del Delta-Cross tenen quatre branques. Dues (llengües de l'alt Cross o llengües del baix Cross se situen majoritàriament al delta del riu Cross; la resta (llengües Central Delta i llengües ogonis) s'estenen fins a la meitat oriental del delta del riu Níger.

### Llengües de la família
- Llengües Delta-Cross:
  - Llengües Central Delta: 8 llengües.
  - Llengües ogonis: 5 llengües.
  - Llengües de l'alt Cross: 22 llengües.
  - Llengües del baix Cross: 23 llengües, de les que destaquen les llengües ibibio-efik.

## Comparació lèxica
Els numerals per a les diferents llengües del riu Cross són:
| GLOSA | Delta-Cross        | Delta-Cross     | Delta-Cross      | Delta-Cross       | Bendi     | PROTO- CROSS |
| GLOSA | PROTO- CROSS Cen.  | PROTO- OGONI    | PROTO- Alt CROSS | PROTO- Baix CROSS | Bekwarra  | PROTO- CROSS |
| ----- | ------------------ | --------------- | ---------------- | ----------------- | --------- | ------------ |
| '1'   | *-nin <*-ɗin       | *-ɗĩ            | *-ɗĩ~*-ni        | *ke-ɗĩ~*ke-nĩ     | kìn i-ri- | *-ɗĩ         |
| '2'   | *-waːl             | *bari           | *-ɸã             | *-ba              | -hà       | *-βari       |
| '3'   | *-taːr             | *-taː           | *-talĩ           | *-tai             | -cià      | *-tarĩ       |
| '4'   | *-na(i)            | *tã-nĩ          | *-nai            | *-niaŋ            | -nè       | *-nai        |
| '5'   | *-woʔ<(*-gbo?)     | *(w)oʔo-        | *-ten *-gbɔ      | *-tiã             | -dyaŋ     | *-tiã        |
| '6'   | *oɗ+diːn           | *oʔo-ɗĩ         | *5+1             | *-tiã+kedĩ        | -dyaàkìn  | *5+1         |
| '7'   | *oɗ+wal            | *oʔoɗo-ba       | *5+2             | *-tiã-ba          | -dièhà    | *5+2         |
| '8'   | *-ba-i-na(i) (2x4) | *oʔoː-taː       | *5+3             | *-tiã-tai         | -diècià   | *5+3         |
| '9'   | *-suwo             | *sirã ob        | *5+4             | *5+4 *10-1        | -diènè    | *5+4         |
| '10'  | *-ɗi-oβ            | *-lob (<*ɗ-ob?) | *-ɗi-ob          | *-ɗu-ob           | iri-fo    | *-ɗi-ob      |